# Memphis Slim

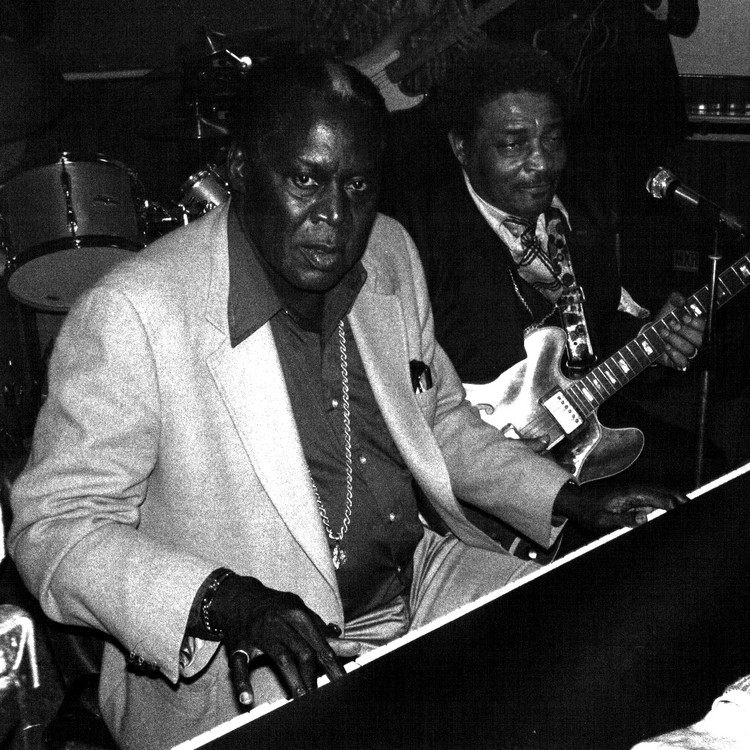
Memphis Slim, Paris 1980

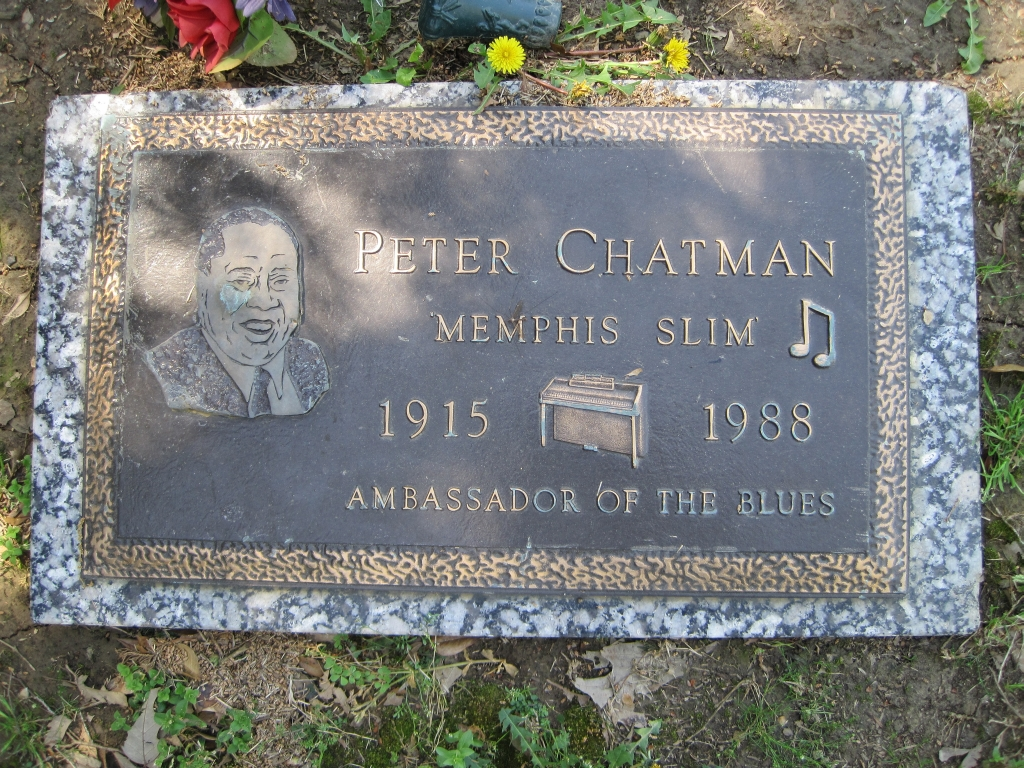
Grab von Memphis Slim

Memphis Slim (* 3. September 1915 in Memphis, Tennessee, bürgerlich John Len Chatman; † 24. Februar 1988 in Paris, Frankreich) war ein US-amerikanischer Blues-Sänger und -Pianist.

## Leben
John Len Chatman spielte seine ersten Plattenaufnahmen am 2. August 1940 für das Okeh-Label unter dem Namen Peter Chatman (& His Washboard Band) ein. Bereits die Ergebnisse seiner zweiten Plattensession, am 30. Oktober 1940 für das Label Bluebird ausgeführt, wurden unter seinem lebenslang beibehaltenen Künstlernamen Memphis Slim veröffentlicht.
Das musikalische Vorbild des jungen Musikers war sein Vater, ein Gitarren- und Klavierspieler, von dem er bereits im Alter von sieben oder acht Jahren das Klavierspielen lernte.
Ende der 1930er Jahre ging Memphis Slim nach Chicago. Dort begleitete er Big Bill Broonzy, Sonny Boy Williamson II. und Washboard Sam. 1940 nahm er erste eigene Platten auf. Unter dem Titel Nobody Loves Me (B-Seite von Angel Child) nahm er eine Version vom Bluesklassiker Everyday I Have the Blues am 10. Oktober 1947 zusammen mit seinen The House Rockers auf. Sie erschien erstmals im Oktober 1949 bei dem kurzlebigen Label Miracle Records (# 145). Die A-Seite erreichte Rang sechs der Rhythm & Blues-Charts; die B-Seite wurde als seine Komposition ausgegeben, stammte in Wirklichkeit jedoch aus der Feder von Aaron Sparks.
In den nächsten Jahren wurde er nicht nur in den USA populär. Als einer der ersten Bluesmusiker unternahm Memphis Slim ausgedehnte Welttourneen. Zusammen mit Willie Dixon trat er in Israel auf und mit Muddy Waters in der New Yorker Carnegie Hall (1959, CD: Chicago Blues Masters, Vol.1, Capitol Records). In den 1950ern entstanden auch einige Singles für das Label United.
Nach einer Europatour 1962 mit dem American Folk Blues Festival entschloss sich Memphis Slim nach Frankreich zu ziehen. Dort lebte er bis zu seinem Tod 1988.
Begraben liegt der Musiker im Galilee Memorial Gardens Cemetery in seiner Geburtsstadt Memphis.
1989 wurde Memphis Slim in die Blues Hall of Fame aufgenommen.

## Diskographie

### Alben
- 1959: Memphis Slim at the Gate of the Horn [live], VeeJay Records
- 1960: Real Boogie Woogie 2, Smithsonian Folkways Recordings
- 1960: Blue This Evening, 1201 Music
- 1960: Frisco Bay Blues, Fontana Distribution
- 1960: Travelling with the Blues
- 1960: Rock me Baby mit Alexis Korner, Black Lion Production
- 1961: Tribute to Big Bill Broonzy etc., Candid
- 1961: Alone with My Friends, Battle/Original Blues Classics
- 1961: Just Blues
- 1961: Broken Soul Blues
- 1961: Memphis Slim, Chess
- 1961: Steady Rolling Blues, Bluesville/Original Blues Classics
- 1961: The World's Foremost Blues Singer, Strand
- 1962: Blues by Jazz Gillum, Smithsonian Folkways Recordings
- 1962: Memphis Slim's Tribute, Absord
- 1962: Memphis Slim & Willie Dixon in Paris, Battle
- 1962: No Strain
- 1962: Willies Blues, Prestige Records
- 1962: Memphis Slim U.S.A., Delmark
- 1963: All Kinds of Blues, Bluesville/Original Blues Classics
- 1963: Piano Blues, Storyville
- 1964: If the Rabbit Had a Gun, Disc
- 1964: Memphis Slim, King
- 1966: Pinetop's Blues	, Polydor
- 1966: Blue Portrait, Sceptre
- 1966: Self Portrait
- 1969: Mother Earth, One Way Records
- 1969: Right Now, TRIP
- 1970: Messin' Around with the Blues, Blue Boar
- 1971: Blue Memphis, Wounded Bird Records
- 1971: Boogie Woogie, Musidisc (import)
- 1971: Born With the Blues, Jewel
- 1971: Memphis Slim, TKO Magnum
- 1972: Bad Luck & Trouble
- 1972: Great Memphis Slim, America
- 1972: emphis Slim & Willie Dixon, Battle
- 1972: Memphis Slim, Barnaby
- 1972: Memphis Slim, Vol. 2, Everest
- 1972: South Side Reunion, Wounded Bird Records
- 1973: Blues in Europe	, Storyville
- 1973: Very Much Alive and in Montreux, Universal International
- 1974: At Lausanne, Musidisc (import)
- 1974: At the Village Gate [live], Smithsonian Folkways Recordings
- 1974: Favorite Blues Singers
- 1974: Honky Tonk Sound, Folk Era Records
- 1974: Live Storyville
- 1974: Memphis Slim & Matthew Murphy, Black & Blue
- 1974: Memphis Slim [America], America
- 1974: Real Boogie Woogie, Smithsonian Folkways Recordings
- 1974: Real Honky Tonk, Smithsonian Folkways Recordings
- 1975: Blues Man, Musidisc (import)
- 1975: Goin' Back to Tennessee	, Barclay
- 1975: Rock Me Baby, Black Lion
- 1976: Chicago Boogie	, Black Lion
- 1976: Fattenin' Frogs for Snakes, Melodisc
- 1977: Memphis Slim & Michel Denis, Adda
- 1978: Chicago Blues
- 1981: Blues & Women, Isabel
- 1981: I'll Just Keep on Singin' the Blues, Savoy Jazz
- 1981: Memphis Heat, Polygram
- 1981: Rockin' the Blues, Charly Records
- 1984: Boogie Woogie Piano, CBS Records
- 1985: Sonny Boy Williamson and Memphis Slim in Paris, GNP
- 1989: Dialogue in Boogie, EPM
- 1990: Parisian Blues, Emarcy
- 1990: Steppin' Out – Live at Ronnie Scott's, DRG
- 1991: Worried Life, Huub
- 1992: Memphis Blues, Milan
- 1993: 1960 London Sessions, Sequel (UK)
- 1993: Jazz in Paris: Aux Trois Mailletz [live], Verve
- 1994: Live at the Hot Club , Milan
- 1995: Boogie After Midnight, Chicago Records Dist.
- 1995: Blues in the Evening	, Drive - (import)
- 1996: Baby Please Come Home! [live], Original Blues Classics
- 2000: The Gate of the Horn [live], Collectables Records
- 2000: The Folkways Years 1959–1973, Smithsonian Folkways
- 2002: Boogie for My Friends, Black And Blue - (import)
- 2002: I Feel So Good, Past Perfect (UK)
- 2002: Come Back, Delmark
- 2003: Live in France 1963, P-Vine Records
- 2003: Blue This Evening, Jazzcolour
- 2004: Very Best Of Memphis Slim: Messin' Around With The Blues, Collectables
- 2004: Southside Reunion  mit Buddy Guy Barclay, Universal
- 2004: Memphis Heat
- 2004: Double Barreled Boogie mit Roosvelt Sykes Barclay
- 2005: Paris Mississippi Blues, Sunny Side
- 2005: Worried Life Blues, Tim
- 2006: All Kinds of Blues, Bluesville
- 2006: Raining the Blues, Fantasy
- 2007: Ambassador of the Blues, Cadiz Music
- 2008: Mother Earth
- 2009: Nobody Loves Me (Everyday I Have The Blues), Wolfetones
- 2010: I am the Blues, Passport (in-akustik)
- 2010:  Vol. 1-2-Legend of the Blues, Bgo
- Blues for Natalie, Esperance
- Blues Masters, Vol. 9, Storyville
- Blues Roots, Vol. 10 (I'm So Alone), Storyville
- Boogies for All Friends, Black & Blue
- House of the Blues, Vol. 1, Blue Star (poland)
- House of the Blues, Vol. 7, Blue Star (poland)
- Lonesome Blues, Spinerama
- Memphis Blues (With Roosevelt Sykes), Olympic
- Memphis Slim/Lowell Fulson, Inner City

### DVD
- 1986: Memphis Slim – Live At Ronnie Scott's London

### Gastmusiker
All Music Guide Diskographie Memphis Slim, CD Universe, Amazon
- Willie Dixon Willies Blues (1959)
- Pete Seeger ..at the Village Gate (1960)
- Pete Seeger Songs of Memphis Slim and Willie Dixon (1960)
- Sonny Boy Williamson II. ..in Paris (1963)
- Willie Dixon Blues Every Which Way (1983)
- Matt Murphy, Eddie Taylor Together Again One More Time/Still Not Ready For Eddie (1990)
- Big Bill Broonzy 1934–1947  (1991)
- Terry Timmons 1950–1953 (2004)
- Bill Wyman's Blues Odyssey (2001)
- Roosevelt Sykes Blues By Roosevelt "The Honey-Dripper" Sykes (1995)
- Big Bill Broonzy Can't Be Satisfied (2004)
- Big Bill Broonzy Complete Recorded Works, Vol. 12 (1945–1947) (1995)
- Washboard Sam Complete Recorded Works, Vol. 7 (1994)
- Pete Seeger Hard Travelling: The Best Of Pete Seeger (2008)
- Big Walter Horton Harmonica Blues Kings (1987)
- Big Bill Broonzy Key To The Blues (2009)
- John Mayall Picking The Blues: Boogie Woogie Pioneers (2006)
- Lightnin’ Hopkins Prestige Profiles, Vol. 8 (2005)
- Story Of Vee-Jay: America's Premier Black Music Label (2002)
- Theme Time Radio Hour: With Your Host Bob Dylan (2008)
- John Lee Hooker Ultimate Collection (1948–1990) (1991)
- Washboard Sam Washboard Sam 1936–1947 (2000)
- Stefan Diestelmann Folk Blues Band (1978)